# Sira (religione)
L'espressione Sirah Rasul Allah (in arabo سيرة‎? «Vita dell'apostolo di Dio»), o Sirat Nabawiyya «Vita del Profeta» (abbreviata in Sirah o Sira), indica le varie biografie di Maometto (di tradizione musulmana), da cui si ricavano la maggior parte dei dati storici sulla sua esistenza e i primi tempi dell'Islam.